# Стив Планкетт
Стив Планкетт (англ. Steve Plunkett; 29 августа 1953, США) — американский хард-рок музыкант и музыкальный продюсер. Солист группы Autograph.

## Autograph
Начало «Autograph» началось в конце 1983 года, первоначально в качестве сольного проекта для певца, автор песен и гитариста Стива Планкетта, который недавно покинул группу, Серебряный Кондор, из-за его разочарования в их отсутствие интереса в записи его песен. Планкетт потом начал играть и записывать свой собственный материал с группой его друзей-музыкантов, большинство из которых ранее играл с ним в других группах.
На соло-гитаре, был Стив Линч, который играл с Планкеттом.
Басист Рэнди Рэнд знал, что Планкетт от своих дней вместе с «Wolfgang» (известный клуб группы в Лос-Анджелесе, Калифорния), и которая была описана как местная легенда, из которых Кевин Дубров, (вокалист Quiet Riot) однажды сказал: «Они курили всех нас… они получили ответ лучше, чем мы, и Ван Хален»
Клавишник Стив Ишам, который также ранее играл с взаимного знакомства Холли Пенфилд, был приведен, чтобы дать молодой группе более современное звучание.
Барабанщик Кейн Ричардс, старый товарищ по группе с Планкетт от Джона Доу из группы «Makeup». Ричардс дружил с Ван Халеном, вокалистом Дэвид Ли Рот сыграла важную роль в ведущие к «Autograph».
Планкетт выбрал название «Autograph» для группы, воодушевленные Диф Липпардом, так же названием песни, «Photograph». Они записали свой первый демо в конце 1983 года, но с ними играли только нескольких близких друзей. Один из этих друзей, Энди Джонс, известный продюсер, предложил, чтобы группа обновила демо-записи на всемирно известный Record Plant Studios, бесплатно под его руководством. Кэни Ричардс, затем играл в демо-версию, которую впоследствии пригласил группу, чтобы открыли для них 1984 тур. Группа вышла на видное место после открытия для Ван Хален, в конечном счете, игра показывает 48 , акт разграничения за неподписанные группы. В связи с их ростом популярности «Autograph» затем подписал контракт с RCA Records после выступления в Madison Square Garden в Нью-Йорке в конце 1984 года.

## После «Autograph»
В 1991 году Стив выпустил собственный, и единственный, сольный альбом «My Attitude». А в 1997 году «Missing Pieces», который получил неплохие отзывы от критиков. Альбом «Buzz», вышедший в 2003 году, получил хорошие отзывы от критиков. В одном из интервью Стив сказал, что не использует политику в песнях. Одни из его любимых групп — это Van Halen и AC/DC, а любимая песня из альбома «Buzz» — это «Shake The Tree».
В 5 сезоне 17 серии сериала «Сверхъестественное», когда Дин сидит в баре, звучит песня «Too hot to stop», которую Стив поёт. 
На текущий момент он продолжает работать над проектами на основе музыки в Лос-Анджелесе и с его собственной издательской компанией Plunksongs.

## Фильмография
Боги и монстры (1998)
Каков отец, таков и сын (1987)